# كوهي إيتو
كوهي إيتو (باليابانية: 伊藤紘平؛ بالكانا: いとう こうへい) هو لاعب كرة قدم ياباني في مركز الوسط، ولد في 5 ديسمبر 1988 في ساكاتا في اليابان. لعب مع Saitama SC ‏.